# 米瓦雷萊鄉
45°14′14″N 25°4′27″E / 45.23722°N 25.07417°E
米瓦雷萊鄉（羅馬尼亞語：Comuna Mioarele, Argeș），是羅馬尼亞的鄉份，位於該國中南部，由阿爾傑什縣負責管轄，面積32平方公里，海拔高度727米，2007年人口1,695，人口密度每平方公里53人。